# Monumenta Germaniae Historica

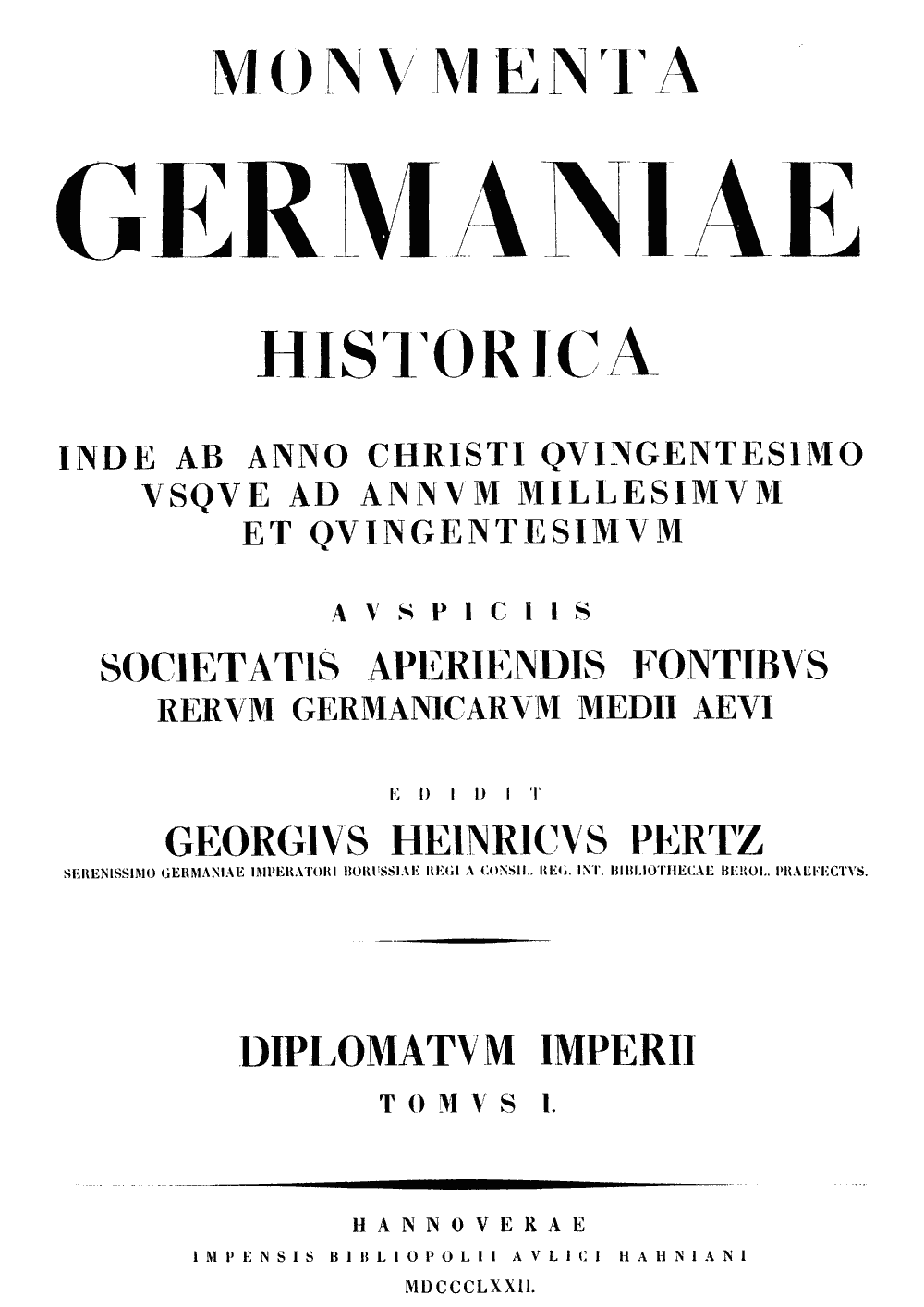
Titulní strana z MGH, řada Diplomatum imperii

Monumenta Germaniae Historica (MGH) je mnohosvazková edice písemných pramenů ke středověkým německým dějinám do roku 1500. Vznik tohoto projektu inicioval pruský státník a historik Karl von Stein, který za tímto účelem založil roku 1819 Gesellschaft für ältere deutsche Geschichtskunde (Společnost pro starší německé dějiny). Projekt vycházel ze zvýšeného zájmu o historii a nacionalismus v romantismu, k romantickému nacionalismu odkazuje i heslo projektu Sanctus amor patriae dat animum, „svatá láska k vlasti dává ducha“. Prvním prezidentem projektu se stal v roce 1823 Georg Heinrich Pertz.
Latinský název Monumenta Germaniae Historica („historické památky Německa“) nese i institut, který texty vydává.

## Struktura
Celá edice se dělí na pět řad:
- I. Scriptores (spisovatelé): edice narativních pramenů (životopisů, kronik, análů apod.);
- II. Leges (zákony): edice kapitulářů, koncilních usnesení atd.
- III. Diplomata (listiny): edice listin, všechny listiny z období králů a císařů od merovejských z 481, přes karolínské, otonské a sálské až po štaufského císaře Fridricha II. v roce 1212.
- IV. Epistolae (dopisy).
- V. Antiquitates (starožitnosti): edice středověkých básní, nekrologů, či pamětních knih.

## Prezidenti institutu
- 1823–1873 Georg Heinrich Pertz
- 1875–1886 Georg Waitz
- 1888–1902 Ernst Ludwig Dümmler
- 1906–1914 Reinhold Koser
- 1914–1919 Michael Tangl
- 1919–1935 Paul Fridolin Kehr
- 1936–1937 Wilhelm Engel
- 1937–1942 Edmund Ernst Stengel
- 1942–1945 Theodor Mayer
- 1947–1958 Friedrich Baethgen
- 1958–1970 Herbert Grundmann
- 1971–1994 Horst Fuhrmann
- 1994–2012 Rudolf Schieffer
- 2012-2014 Claudia Märtlová
- 2014–2018 Marc-Aeilko Aris (kommissarisch)
- od 2018 Martina Hartmann